# Протокол Римини
Не следует путать с «Римини Протокол» (Rimini Protokoll) — немецко-швейцарской театральной группой
Протокол Римини (англ. Rimini Protocol, также Uppsala Protocol или Oil Depletion Protocol) — предложение, сделанное геологом Колином Кэмпбеллом в 2003. Выдвинуто для того, чтобы стабилизировать цены на нефть и минимизировать эффекты, вызванные пиком добычи нефти. 
Достичь этого можно, если бы страны не производили нефть сверх их существующей национальной нормы истощения: то есть, расход нефти должен равняться нефти, произведенной или импортированной. Кроме того, требовалось бы, чтоб импортирующие нации заморозили их импорт на существующих уровнях. Это позволило бы держать мировые цены в разумных отношениях к фактическим издержкам производства и позволяло бы странам Третьего мира предоставлять их нефтяной импорт. Кэмпбелл также подчеркивает потребность в устарелых принципах экономического роста. Также, Кэмпбелл настоятельно критикует тех, кто ускоряет «пиковый нефтяной» кризис, вместо того, чтобы принять меры, чтобы сократить его.
Поддержка Протоколу Римини была даже найдена у отставных политических деятелей. В отношении к тому, Кэмпбелл объявляет: «И затем …, Вы имеете людей, которых я называю Отступниками. Они — старшие политические деятели, оказавшиеся теперь вне офиса и освобождены от системы, в состоянии говорить правду. И некоторые из них это делают».